# 15. pehotni polk (Avstro-Ogrska)
Za druge 15. polke glejte 15. polk.
15. pehotni polk je bil pehotni polk avstro-ogrske skupne vojske.

## Zgodovina
Polk je bil ustanovljen leta 1701. 

### Prva svetovna vojna
Polkovna narodnostna sestava leta 1914 je bila sledeča: 62% Rutencev, 29% Poljakov in 9% drugih. Naborni okraj polka je bil v Tarnopolu, pri čemer so bile polkovne enote garnizirane sledeče: Tarnopol (štab, I., III. in IV. bataljon) in Lvov (II. bataljon).
Med prvo svetovno vojno se je polk bojeval tudi na soški fronti.
V sklopu t. i. Conradovih reform leta 1918 (od junija naprej) je bilo znižano število polkovnih bataljonov na 3.

## Organizacija
1918 (po reformi)
- 2. bataljon
- 3. bataljon
- 4. bataljon

## Poveljniki polka
- 1859: Carl von Roth[8]
- 1865: Carl von Roth[9]
- 1879: Emil von Joly[10]
- 1908: Richard Nowak[11]
- 1914: Rudolf Rudel[1]
- november 1914 - spomlad 1915: Ägidius Adamović von Wagstätten